# Amrit Sanchar
Amrit Sanchar (auch Amrit Sanskar, Amrit Chhakna oder Khande di Pahul) ist ein sikhistisches Initiationsritual mit gesüßtem Wasser. Im allgemeinen Sprachgebrauch wird Amrit Sanchar auch als Taufzeremonie bezeichnet. Offiziell müssen mit dem Kandidaten sechs bereits initiierte Sikhs anwesend sein. Fünf von ihnen, die sog. Fünf Geliebten (panj piare), führen die Taufzeremonie durch. Die fünf Panj Piare rezitieren, während sie mit dem Khanda (spezieller Dolch) das Zucker für das Taufwasser zerkleinern, die fünf Sikh-Gebete Japji Sahib, Jaap Sahib, Tavprasad Savaiye, Chaupai Sahib und das Anand Sahib. Während der Taufzeremonie steht ein weiterer getaufter Sikh als Pehardar vor der Tür, und ein weiterer getaufter Sikh liest das Hukamnama aus dem Guru Granth Sahib. Durch die Amrit-Taufe gehört der Sikh dem Khalsa Panth an. Damit ist die spirituelle und religiöse Gemeinschaft aller getauften Sikhs gemeint. Während des Festes Vaisakhi (Baisakhi) im Jahre 1699 wurde diese Taufzeremonie durch den zehnten Guru Gobind Singh eingeführt und damit der Khalsa Panth begründet.